# Elezioni europee del 2024 in Grecia
Le elezioni europee del 2024 in Grecia si sono tenute domenica 9 giugno per eleggere i 21 membri del Parlamento europeo spettanti alla Grecia.

## Sistema elettorale
Per le elezioni europee, la legge elettorale greca prevede l’applicazione, un'unica circoscrizione nazionale, di un sistema elettorale a base proporzionale con liste aperte ed una soglia di sbarramento al 3%.
Le preferenze sono in seguito tradotte in seggi secondo il metodo Hare-Niemeyer.
Tutte le persone che hanno la cittadinanza greca ed una residenza principale in Grecia, i cittadini greci senza residenza in Grecia (c.d. “greci all'estero”) e altri cittadini dell'Unione (se la loro residenza principale è in Grecia) hanno diritto di voto alle elezioni europee nel paese.
L’esercizio attivo del diritto è ammesso dai 17 anni in su, compresi coloro che compiono tale età entro il giorno delle elezioni, al più tardi. La registrazione al voto è attuata d’ufficio in base alla residenza.
L’esercizio del diritto di candidarsi è ammesso per tutte le persone che hanno diritto di voto e hanno raggiunto l'età di 18 anni il giorno delle elezioni.
È ammesso (per la prima volta in questa elezione) il voto per posta, ma non il voto per procura o il voto elettronico. È disposto obbligo di voto, ma vi sono deroghe per gli anziani sopra i 70 anni ed i cittadini all’estero.

## Risultati
| Liste           | Liste                                                  | Partito Europeo | Gruppo          | Voti      | %     | Seggi |
| --------------- | ------------------------------------------------------ | --------------- | --------------- | --------- | ----- | ----- |
|                 | Nuova Democrazia (ND)                                  | PPE             | PPE             | 1.125.510 | 28,31 | 7     |
|                 | Coalizione della Sinistra Radicale (SYRIZA)            | SE/EACL (obs)   | GUE/NGL         | 593.167   | 14,92 | 4     |
|                 | Movimento per il Cambiamento (KINAL) (PASOK - KIDISO)  | PSE             | S&D             | 508.431   | 12,79 | 3     |
|                 | Soluzione Greca (EL)                                   | –               | ECR             | 369.732   | 9,30  | 2     |
|                 | Partito Comunista di Grecia (KKE)                      | ACE             | NI              | 367.803   | 9,25  | 2     |
|                 | Vittoria (N)                                           | –               | NI              | 173.585   | 4,37  | 1     |
|                 | Rotta di Libertà (PE)                                  | –               | NI              | 135.310   | 3,40  | 1     |
|                 | Voce della Ragione (FL)                                | –               | PfE             | 120.755   | 3,04  | 1     |
|                 | Fronte della Disobbedienza Realistica Europea (MeRA25) | DiEM25          | –               | 101.120   | 2,54  | –     |
|                 | Altri (<2,50%)                                         | –               | –               | 480.673   | 12,09 | –     |
| Totale          | Totale                                                 | Totale          | Totale          | 3.976.086 | 100   | 21    |
| Voti non validi | Voti non validi                                        | Voti non validi | Voti non validi | 86.009    | 2,12  |       |
| Votanti         | Votanti                                                | Votanti         | Votanti         | 4.062.095 | 41,24 |       |
| Elettori        | Elettori                                               | Elettori        | Elettori        | 9.849.154 |       |       |